# Schwarze Elle
Schwarze Elle, Cubitus nigri, war ein Längenmaß und gilt als arabisches Maß. Sie wurde durch den Kalifen Al-Mamun im 9. Jahrhundert zur Vermessung des arabischen Meerbusens (Rotes Meer) als gültiges Maß bestimmt. Die Erklärung des Namens in den vielen Überlieferungen ist den Legenden zuzuordnen. Beispiel: die Länge des Unterarmes eines dunkelhäutigen Sklaven soll die Maßverkörperung gewesen sein. Die Länge der Elle entsprach 27 mal der Länge der Sechsgerstenkornbreite.
- 1 Elle (schwarze) = 0,52 Meter; nach Boeckh[1] = 239,69 Pariser Linien = 0,5407 Meter; nach Karsten u. a.[2] = 0,54189 Meter